# Ficus beddomei
Ficus beddomei är en mullbärsväxtart som beskrevs av George King. Ficus beddomei ingår i släktet fikonsläktet, och familjen mullbärsväxter. Inga underarter finns listade i Catalogue of Life.

## Bildgalleri

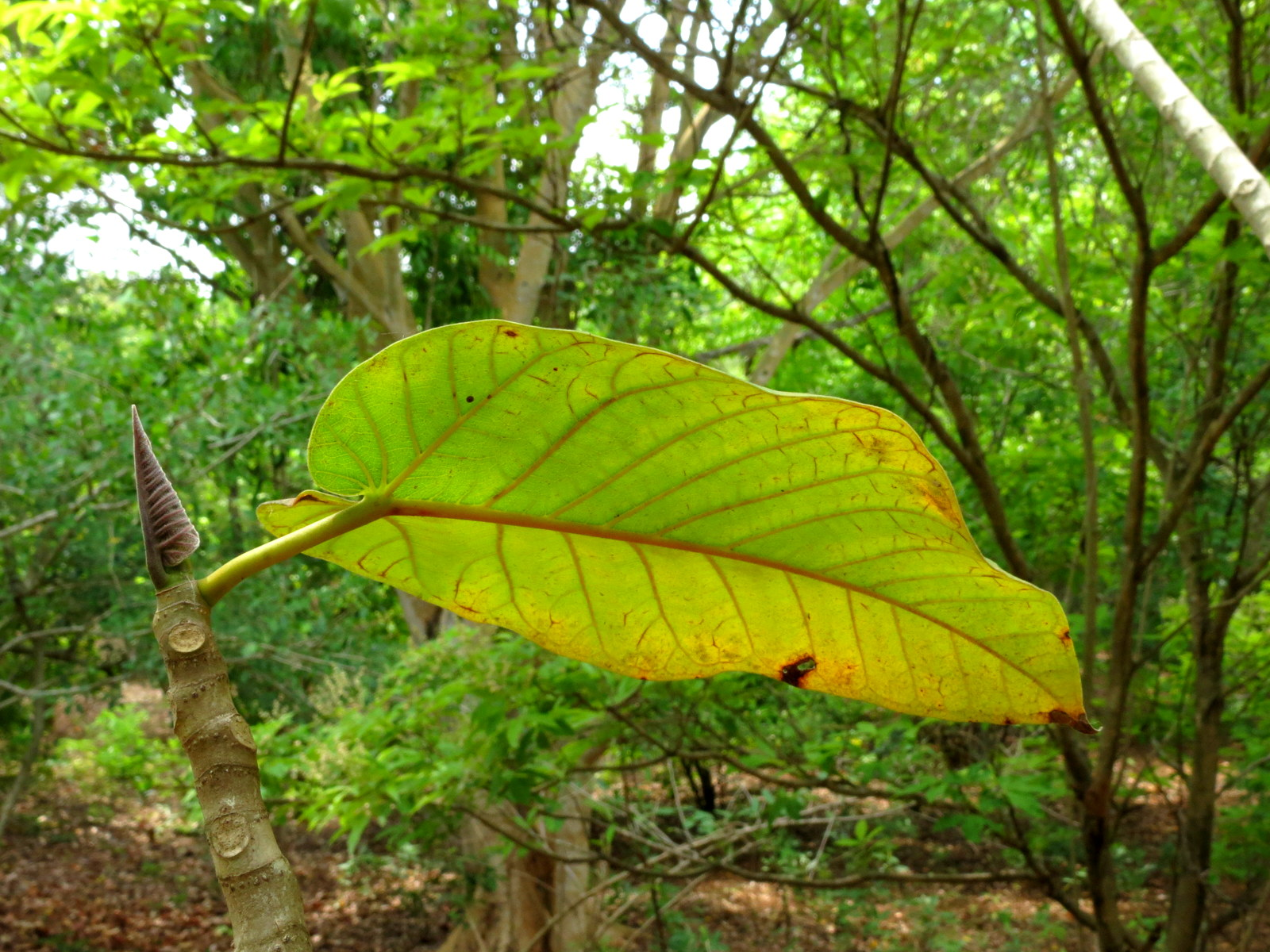
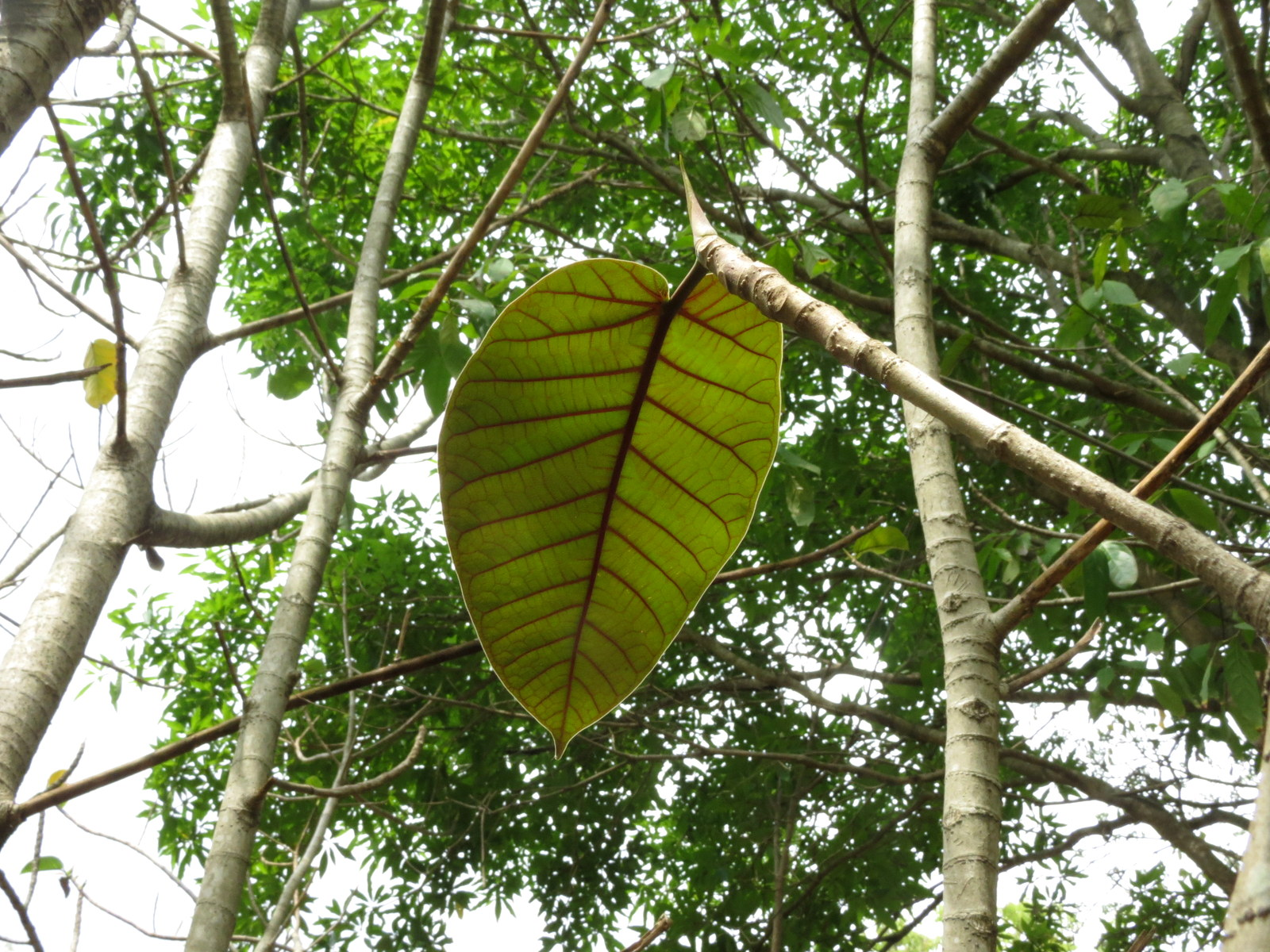
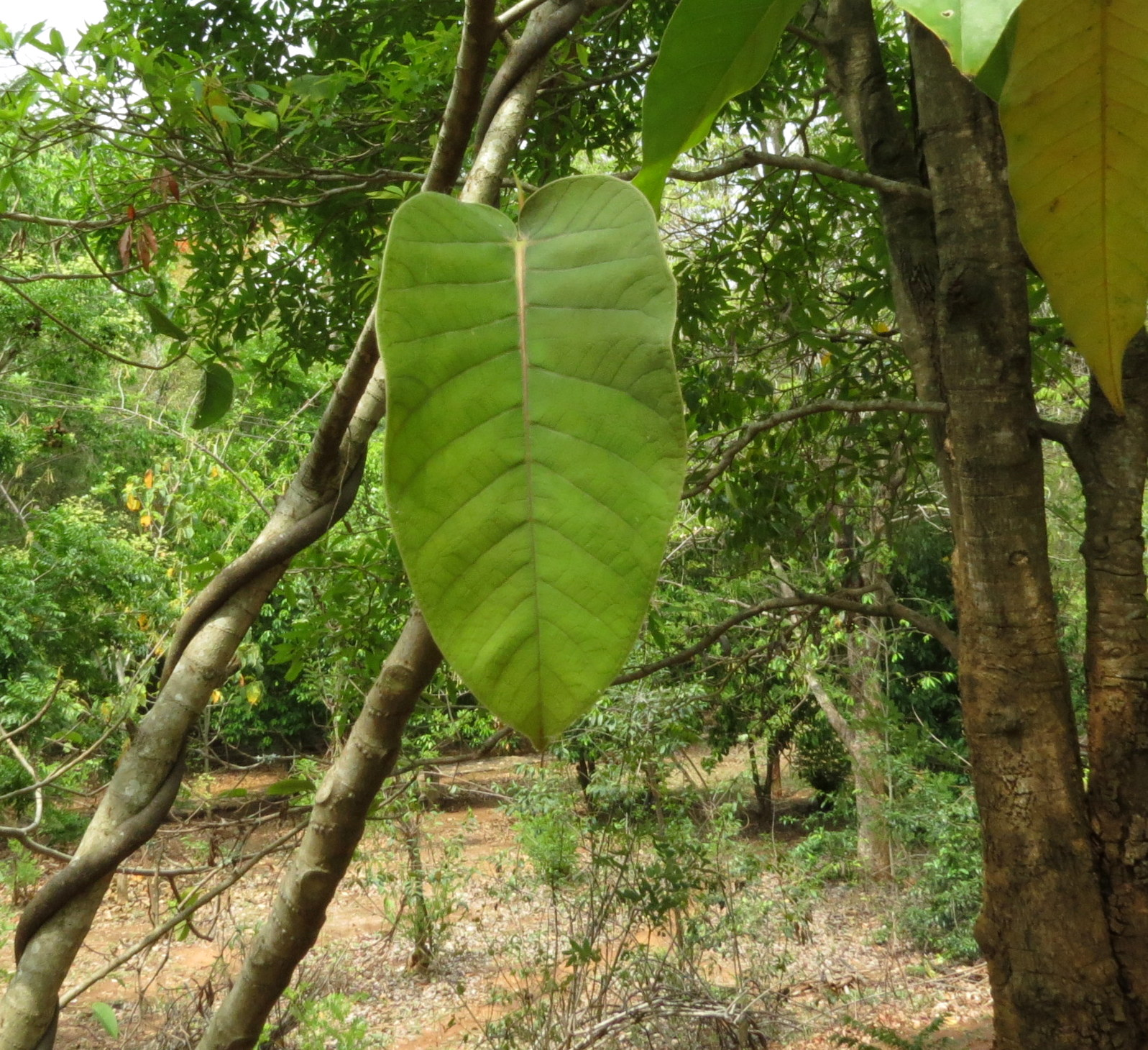
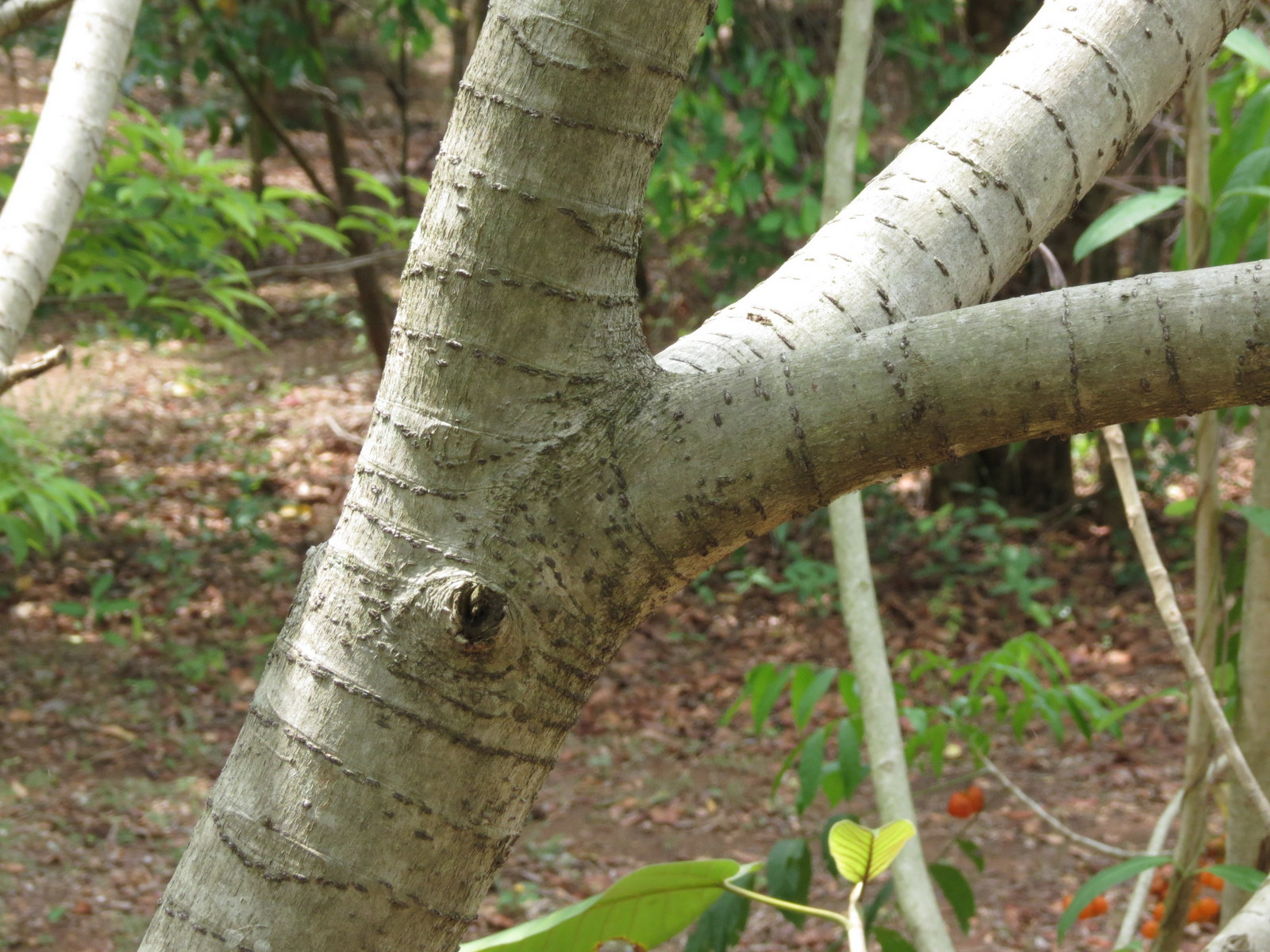
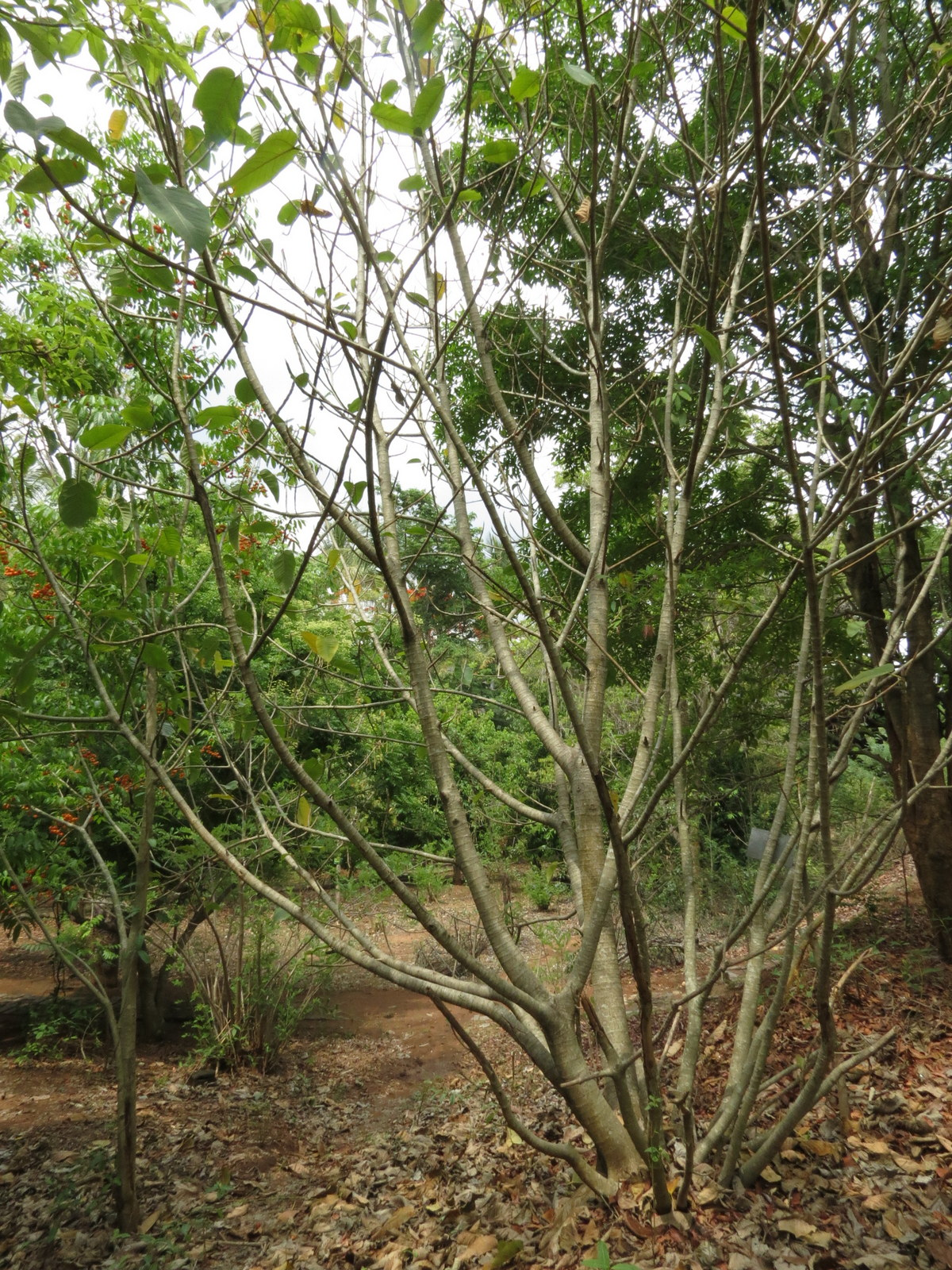